# ハクテンカタギ
ハクテンカタギ（白点担、学名：Chaetodon reticulatus）は、スズキ目チョウチョウウオ科に分類される魚類の一種。種小名は、鱗の模様から「網型」を意味する。

## 形態
- 全長15cm[2]。

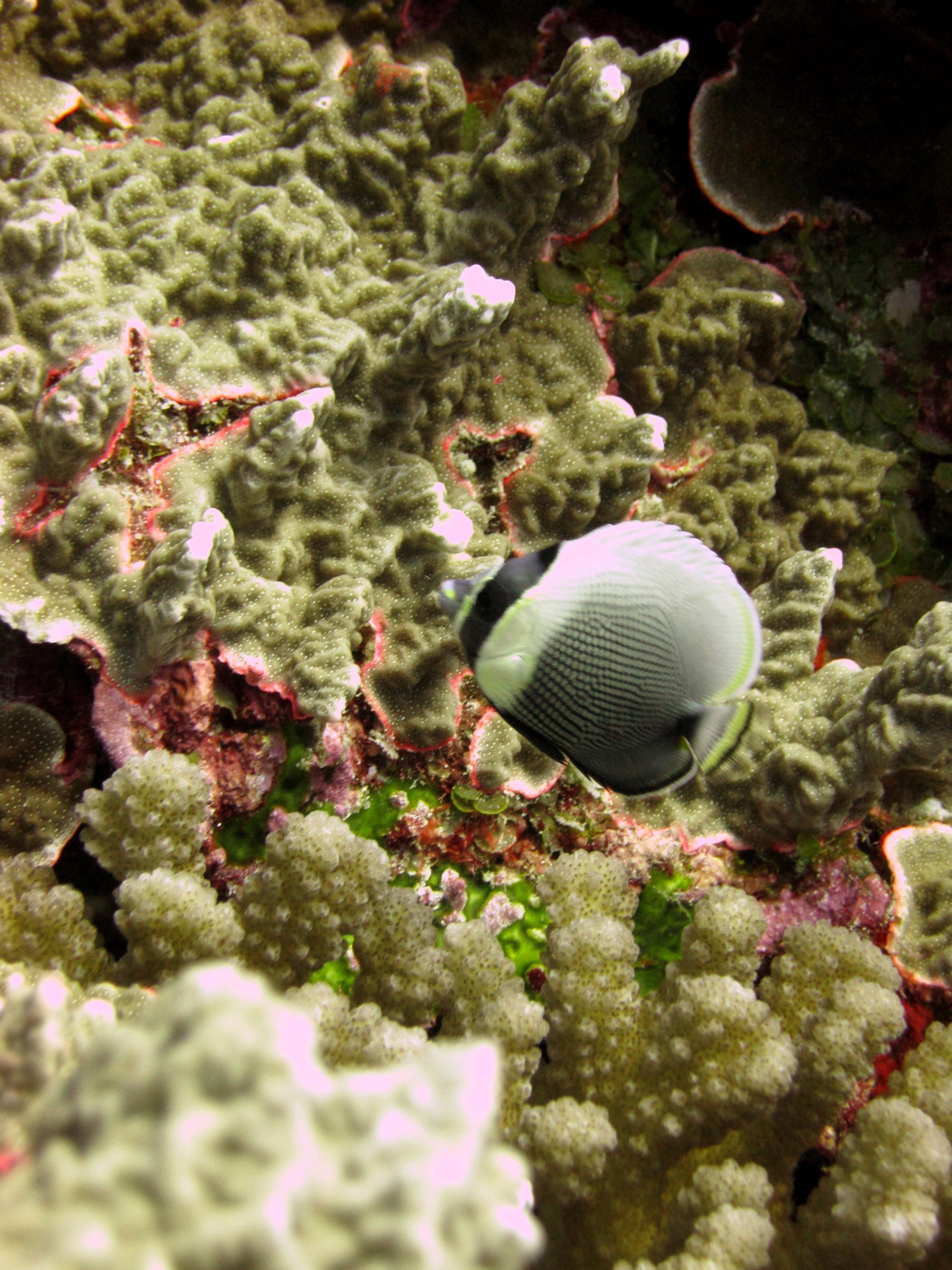
幼魚

- 鱗は白っぽく、和名の由来になっている[2]。
- 鱗の縁は黒い[2]。

## 生態
ポリプ食。
水深5-30mの外洋に向いた豊かなサンゴ礁にペアで生息する。

## 分布
西部・中部太平洋。どこも数は少ない。

## 人とのかかわり
観賞魚。ポリプ食のため飼育は難しい。